# ゲオルギ2世テルテル
ゲオルギ2世テルテル（ブルガリア語: Георги II Тертер、? - 1322年）は、第二次ブルガリア帝国の皇帝（ツァール、在位：1321年 - 1322年）。

## 生涯
ブルガリア皇帝テオドル・スヴェトスラフと妃エウフロシネ（エフロシニヤ、Euphrosyne）の子として生まれ、父方の祖父であるゲオルギ1世テルテルにちなんで名前が付けられた。
1321年に父テオドルが没した後、ゲオルギ2世はビザンツ帝国（東ローマ帝国）の皇帝アンドロニコス2世パレオロゴスとその孫アンドロニコス3世パレオロゴスの内争に積極的に介入する。ゲオルギ2世は好機に乗じてトラキア地方のビザンツ領に侵入し、1322年にフィリッポポリス（現在のプロヴディフ）と周辺の城砦を占領した。将軍Ivan the Russianに占領した城砦の守備を命じ、ゲオルギ2世は公文書で「ブルガリアとギリシャの王」と讃えられた。ブルガリア軍はアドリアノープル（現在のエディルネ）まで到達したが、アンドロニコス3世の軍に敗れて退却した。同年にゲオルギ2世は行軍中に急死し、皇帝を失ったブルガリアは危機に直面する。
若年で没したゲオルギ2世に子はおらず、遠縁の親戚であるミハイル・シシュマンが帝位に就いた。